# Fornace

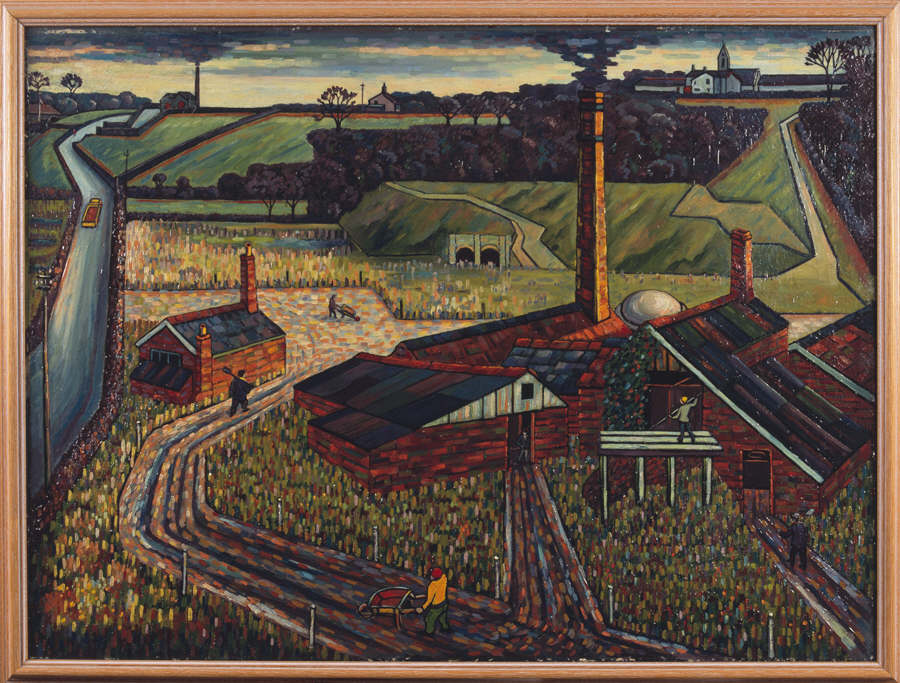
Charles Byrd, fornace del villaggio di Llandough, Galles, 1950 circa.

Una fornace è una costruzione muraria finalizzata alla cottura di materiali da costruzione, come calcari, argille e gesso. Per estensione, il termine indica l'edificio o il complesso di edifici destinati all'industria laterizia, in cui essa è posizionata.

## Storia

### Antichità
Sul finire del Neolitico, le grandi civiltà iniziano a sentire l'esigenza di mutare le proprie abitazioni in strutture che abbiano una maggiore solidità strutturale, così da resistere agli agenti esterni e offrire un rifugio altrettanto efficace delle grotte. Inizià quindi la lavorazione dell'argilla che, unitamente a ciottoli e pietre a blocchi, offre un eccellente materiale da costruzione. Le attività in tal senso hanno un'evoluzione da artigianale a commerciale, che muta con la crescente richiesta legata all'espansione delle comunità abitative. La tecnologia nella produzione del materiale si evolve con l'invenzione dei forni di cottura, analogamente alla lavorazione dei metalli e dei materiali a pasta di vetro. Cresce anche la necessità di rendere standard la produzione di oggetti. L'argilla viene quindi prima tagliata in pani di eguale misura e poi cotta. In epoca romana risultano già floride le attività legate al laterizio che — sebbene ancora di tipo preindustriale — favorisce ulteriormente la produzione massiva di materiale da costruzione. Infatti, i prodotti vengono spesso designati col nome del produttore. E non solo a Roma: si pensi al figulus Titus Papirius Synhistor, attivo a Forlì (Forum Livii), il cui bollo è stato "rinvenuto in numerosi esemplari e più varianti, e datato a partire dalla fine dell'età augustea".

### Rivoluzione industriale

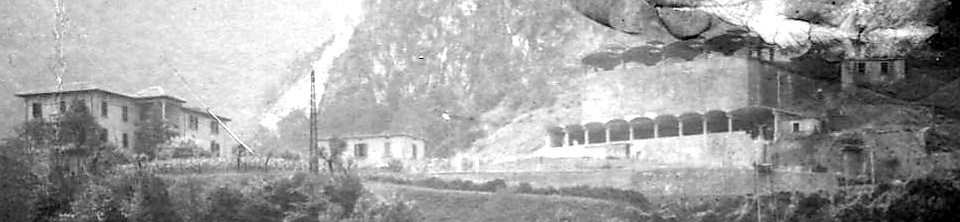
Villa (sinistra) e fornace (destra) Savoldi di tipo "Hoffmann", sede di Sedrina (un'altra era a Nembro), Bergamo, primi del Novecento.

Le fornaci industriali entrate in uso soprattutto a partire dal XIX secolo possono essere:
- a fuoco intermittente: dopo ciascuna cottura si lasciano raffreddare, si svuotano del materiale cotto e si ricaricano;
- a fuoco continuo: la calcinazione e la cottura avvengono senza interruzione.

Hanno generalmente forma di torri quadrate, esagonali, cilindriche, etc., con le pareti costituite da parecchi strati o anelli concentrici di materiali diversi: una "camicia" di mattoni refrattari; un muro interno separato da essa mediante uno spazio pieno di cenere, per impedire la dispersione del calore; un muro esterno separato dal primo da reparti o celle.

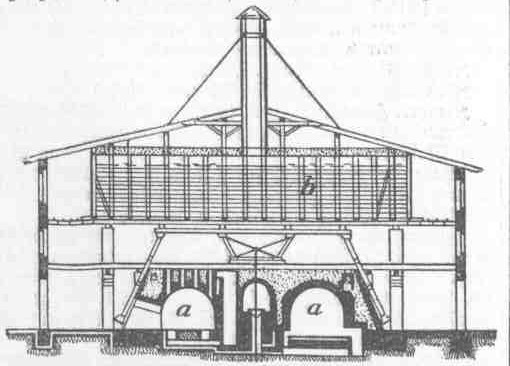
Disegno a sezione longitudinale di una fornace.

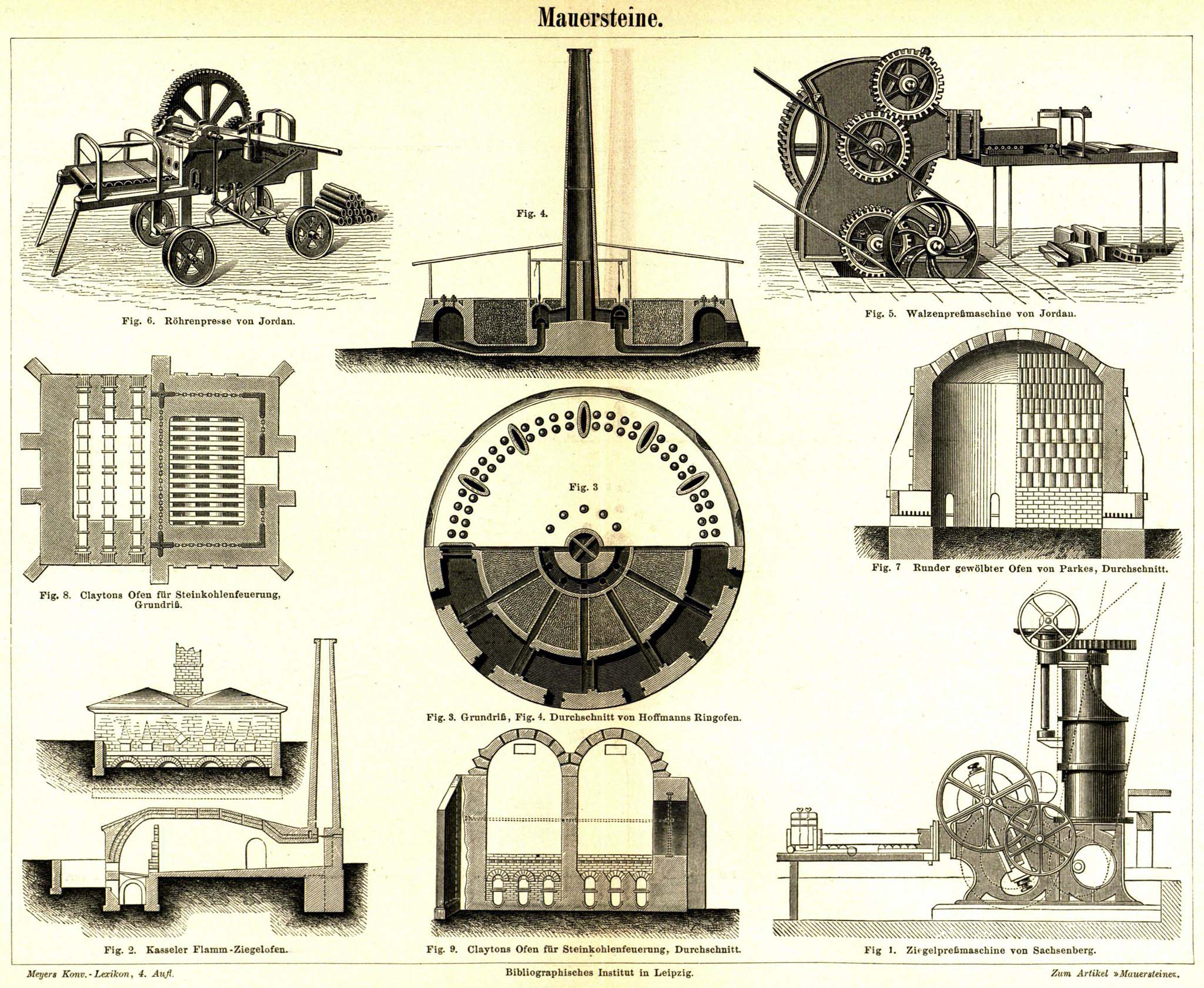
Disegno del processo produttivo dei laterizi, tratto da Meyers, 1885-1892 circa.

Per accelerare la produzione, si diffondono i forni rotativi, in grado di caricarsi e scaricarsi automaticamente, fra i quali il più celebre sarà il forno Hoffmann brevettato da Friedrich Eduard Hoffmann (1818-1900):
Adoperate già dai tempi degli antichi romani, le fornaci si possono dividere in due distinte categorie: quelle a fuoco intermittente e quelle a fuoco continuo, delle quali è tipica la cosiddetta Fornace Hoffmann [...] costituita da più scomparti (o camere) disposti ad anello, ciascuno comunicante con quelli adiacenti, con l'esterno e con una sezione interna, detta "del fumo", che a sua volta comunica con la base del camino. Le parti principali sono: l'aia (terreno spianato attorno alla fornace su cui si facevano seccare al sole i laterizi), il camicino (parte interna della fornace), la fornacina (la parte più alta dell'edificio, dove si teneva il materiale crudo perché meglio essiccasse), il maschio o mastio (pilastro o muro che sostiene i fianchi dell'edificio), la pila (muro massiccio che sostiene le arcate), il raffreddatoio, l'usciale (l'apertura della fornace per introdurre ed estrarre il materiale), e il fumaiolo (alta costruzione coniforme per aspirare il fumo).

### Riferimenti letterari
La fornace per la lavorazione della calce e dei laterizi è protagonista in un romanzo del Novecento: La fornace dello scrittore austriaco Thomas Bernhard. Pubblicato nel 1970 è la storia narrata a più voci del delirio di un saggista ormai anziano — rifugiatosi con la moglie invalida in una fornace appartenuta ai suoi avi — dove nel vano tentativo di portare a termine il proprio libro arriverà al parossismo e alla completa rovina finanziaria, uccidendo la moglie la notte della vigilia di Natale e lasciandosi poi catturare dalla polizia.